# Can Brossa (Sant Llorenç Savall)
Can Brossa també anomenat mas Permanyer és una masia del municipi de Sant Llorenç Savall (Vallès Occidental) protegida com a bé cultural d'interès local.

## Descripció
La masia de Can Brossa és a l'esquerra de la Vall d'Horta, passat el pont de Can Brossa. Al peu del camí s'estenen les dependències del mas. L'edifici principal va ser restaurat, respectant-ne, segons el propietari, l'aspecte primitiu. Es va construir amb còdols i morter. El frontis presenta una distribució simètrica malgrat se situï la porta a la banda dreta del frontis. En la façana es tradueix la distribució interna de l'edifici: planta, pis i sota teulada, les golfes. El carener de la teulada és perpendicular al frontis com és habitual a la majoria de cases de pagès. La teulada presenta molt poca inclinació.

## Història
Can Brossa és a la Vall d'Horta. Aquesta zona restava sota la protecció de dues fortificacions: la torre Lacera, al vessant esquerre de la vall, i del castell de Pera, que fou residència dels senyors feudals del terme. La data més antiga del seu establiment vers l'any 1340, encara que podem suposar que aquest podria ser anterior a aquesta primera datació. Els propietaris originaris de Can Brossa eren de la família Permanyer, motiu pel qual també és coneguda com a mas Permanyer. Durant el segle xvii fou venuda als Brossa i a partir d'aleshores el mas fou rebatejat. Actualment el mas pertany a la família Capdevila, els quals mantenen l'activitat agrícola.
Es fa servir de restaurant els caps de setmana.